# Große Wende
Die Große Wende oder der Große Umbruch (russisch: Великий перелом / Weliki perelom, wiss. Transliteration Velikij perelom) war der radikale Wandel in der Wirtschaftspolitik der Sowjetunion in den Jahren 1928/1929, der vor allem in der Aufgabe der nach dem Ende des Russischen Bürgerkriegs verfolgten Neuen Ökonomischen Politik (NEP) und der Beschleunigung der Kollektivierung der Landwirtschaft und Industrialisierung bestand. Der Begriff stammt aus dem Titel von Josef Stalins Artikel „Das Jahr der großen Wende“ (Год великого перелома: к XII годовщине Октября – Das Jahr der großen Wende: Zum XII. Jahrestag im Oktober), der am 7. November 1929 in der Prawda veröffentlicht wurde, dem 12. Jahrestag der Oktoberrevolution.
Die Kommunistische Partei unter der Führung Stalins beschritt dabei den Weg der Schaffung einer Mobilisierungswirtschaft mit der höchsten Konzentration von Ressourcen in den Händen des Staates und politischer Repressionen gegen ganze Klassen und soziale Gruppen. Insbesondere gegen die „Kulaken“ gelangte die repressive Kampagne der sogenannten „Entkulakisierung“ zur Durchführung.